# Zeitschrift für ausländisches öffentliches Recht und Völkerrecht
Die Zeitschrift für ausländisches öffentliches Recht und Völkerrecht (ZaöRV) ist eine seit 1929 erscheinende deutsche juristische Fachzeitschrift für ausländisches öffentliches Recht, Völkerrecht inklusive Europarecht sowie vergleichende Rechtswissenschaft. Ihr englischer Titel lautet Heidelberg Journal of International Law (HJIL). Sie wird vom Max-Planck-Institut für ausländisches öffentliches Recht und Völkerrecht herausgegeben und erscheint vierteljährlich, ursprünglich im Verlag Walter de Gruyter, ab 1944 im Kohlhammer Verlag und seit 2010 im Verlag C. H. Beck.